# José de Almeida

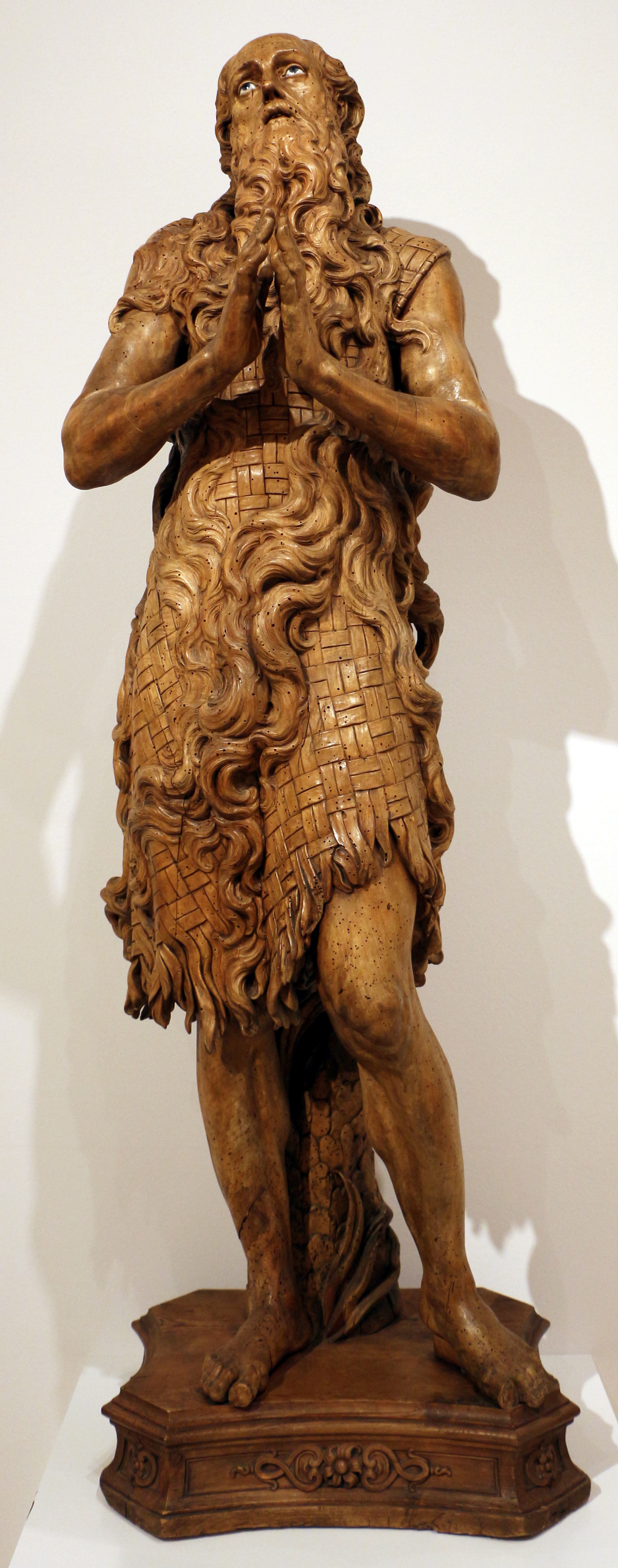
José de almeida, sant'onofrio, 1750 ca

José de Almeida (1708-1769) fue un escultor portugués del periodo Barroco miembro de una familia de artesanos de la madera. No se conoce su periodo de formación pero si su estancia en Roma entre 1718 y 1728 estudiando en la Academia de Portugal donde tuvo como maestro a Carlo Monaldi. A su vuelta a Portugal abrió taller en Lisboa trabajando tanto la madera como la piedra. Su estilo bebe tanto de la tradición portuguesa de la imaginería en madera como del barroco tardorromano.

## Obra
Entre sus obras firmadas o documentadas podemos destacar: 
- En el Palacio de las Necesidades las esculturas en piedra de San Pablo y San Camilo de Lélis (c.1744).
- Esculturas marianas para iglesias de Lisboa. Entre ellas las figuras de Nuestra Señora de la Concepción para las iglesias de la Concepción Bella y de San Mamede.
- San Onofre en el Museo Nacional de Arte Antiguo de Lisboa.